# پسامتیک یکم
پسامتیک یکم (مصر باستان: wꜣḥ-jb-rꜥ psmṯk), که آشوری‌ها آن را «پیشمیلکی» می‌شناسند. (اکدی: 𒉿𒃻𒈨𒅋𒆠 Pišamilki)، فرزند نخو یکم و دومین فرعون از دودمان بیست و ششم مصر بود که در سال‌های ۶۶۴–۶۱۰ پیش از میلاد بر مصر حکومت کرد.

## پس زمینه

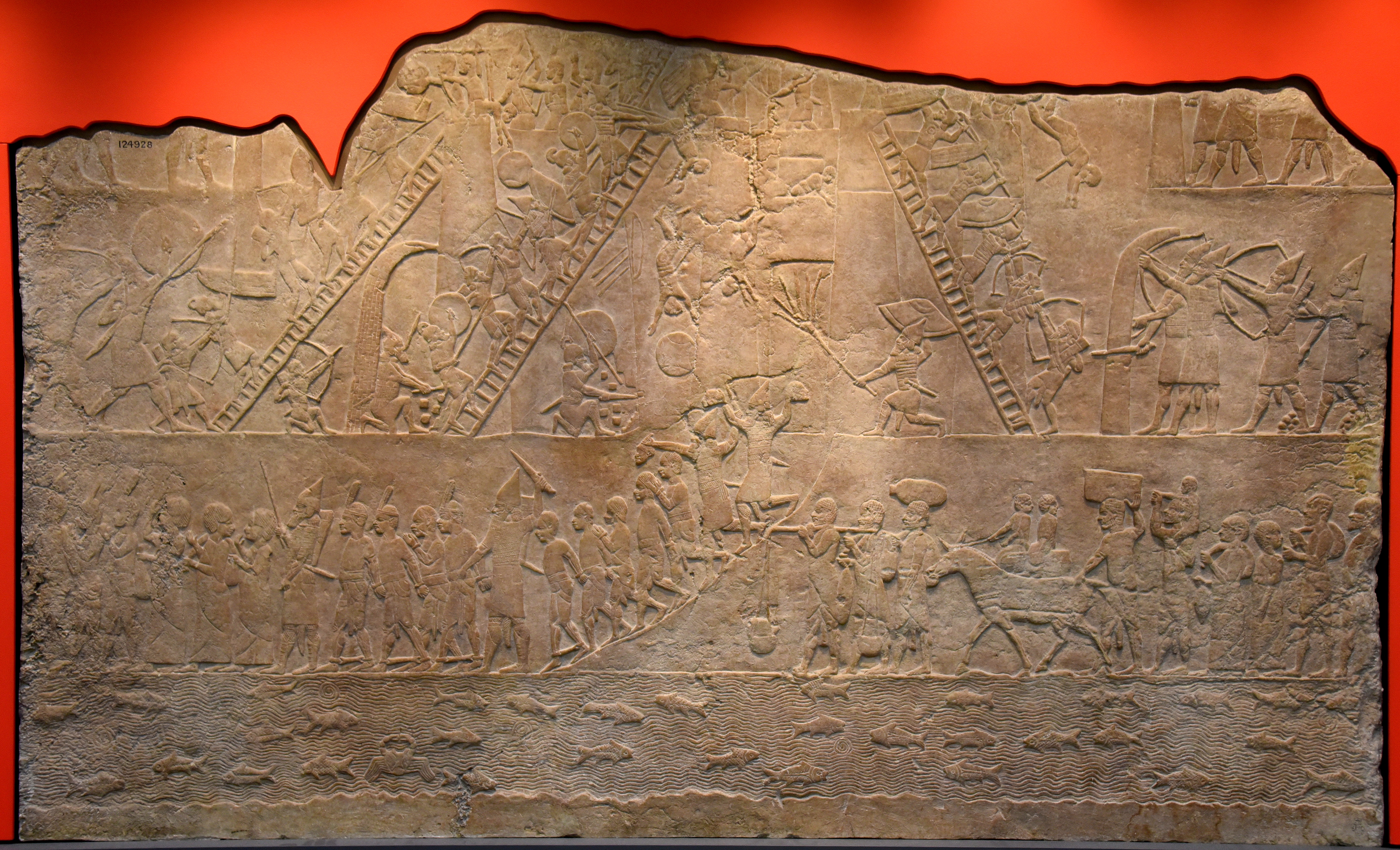
حمله سربازان آشوری به یک شهر مصری

در سال ۶۷۱ پیش از میلاد، اسرحدون پادشاه آشوری به مصر حمله کرد. این تهاجم علیه حاکمان کوشی دودمان بیست و پنجم مصر بود که کنترل مصر علیا را در دست داشتند و نه بر علیه حاکمان بومی مصر. آشوریان حکومتی وابسته را در مصر ایجاد کردند، دوازده پادشاهی مصری که در دلتای نیل را تشکیل دادند تنها گذاشتند و با نخو یکم، حاکم شهر سائیس که قدرتمندترین پادشاهان دلتا بود، و همچنین با پاکرورو، فرمانروای مهم نوم Per-Sopdu ائتلاف کردند.
در سال ۶۶۵ پیش از میلاد، پادشاه کوشی تانتامانی بار دیگر به مصر سفلی حمله کرد و نخو یکم و پاکرورو در برابر حمله کوشی مقاومت کردند. نخو یکم در نبرد جان باخت و پسرش پسامتیک یکم به سوریه گریخت، در حالی که پاکرورو در جریان مذاکرات صلح با تانتامانی در ممفیس سخنگوی پادشاهان دلتا شد.
سال بعد، در سال ۶۶۴ پیش از میلاد، آشوریان به فرماندهی پسر اسرحدون، آشوربانیپال دوباره به مصر حمله کردند و ارتش آشور، تِب را غارت کرد و تانتامانی را از مصر بیرون کرد. پسر نخو یکم، پسامتیک یکم، با این نیروی مهاجم به مصر بازگشت، توسط آشوریان به عنوان فرمانروای سائیس و ممفیس منصوب شد و با آشوری‌ها قرارداد ادو، نوعی رابطه برتر و فرودست منعقد کرد. اما متأسفانه هیچ‌یک از منابع آشوری جزئیات این ترتیبات را شرح نداده است.

## حکومت

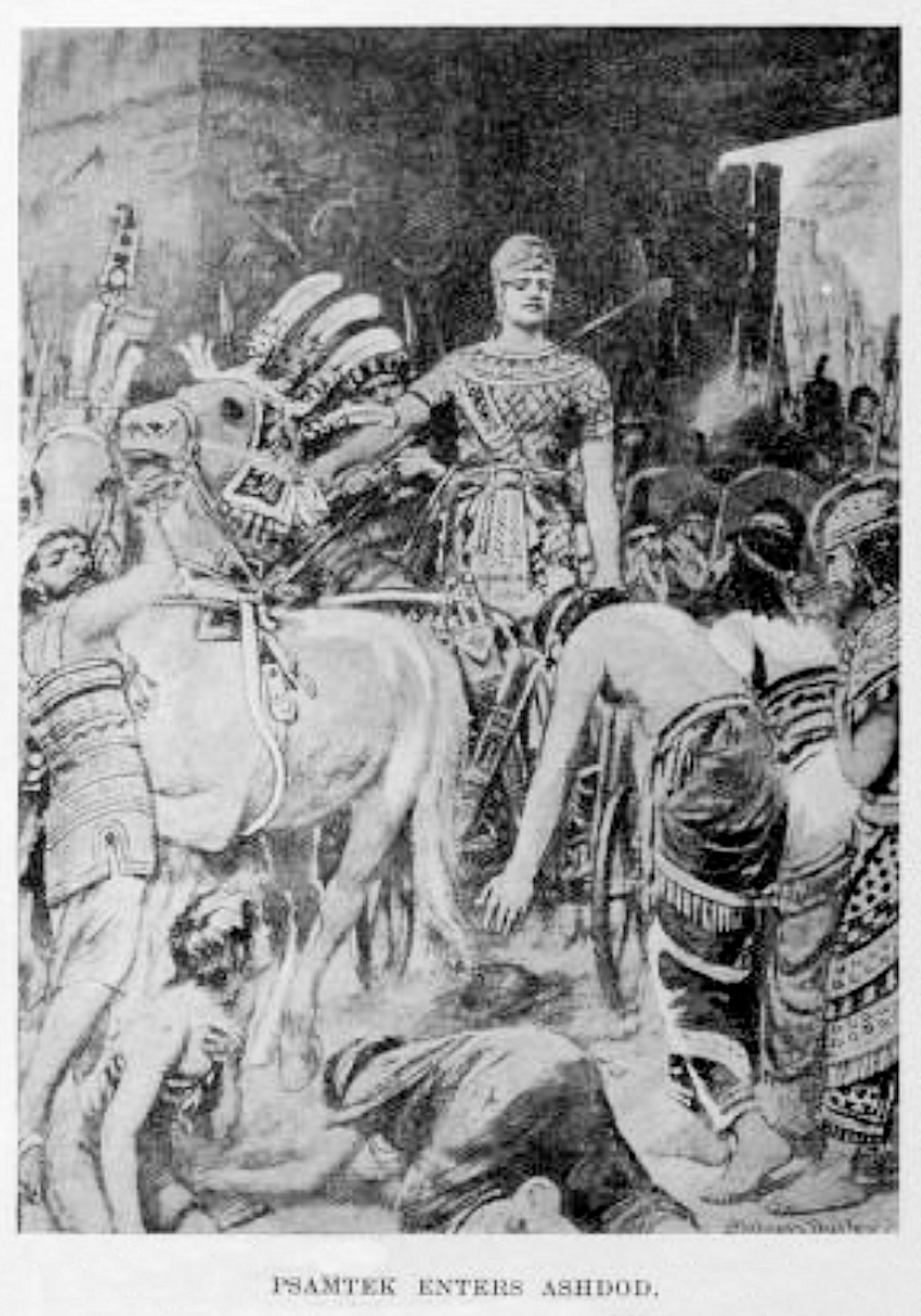
فرمانروای مصر، پسامتیک اول هنگام سقوط اشدود در سال ۶۳۵ قبل از میلاد

پسامتیک یکم در دو سال اول سلطنت خود، مطابق با ترتیبی که آشوریان در مصر به اجرا درآوردند، به عنوان یکی از بسیاری از پادشاهان دست نشانده دودکارشی مصر حکومت کرد. به گفته هرودوت، در این دوره، پسامتیک ناخواسته پیشگویی را توسط یک هاتف انجام داد که پادشاهی تمام مصر را به هر کسی که از یک ظرف برنزی بریزد وعده داده بود، پس از آن سایر پادشاهان Docecarchy او را از ممفیس تعقیب کردند. که در پی آن، او حکومت را از دست داد و مجبور شد به باتلاق‌های دلتای نیل فرار کند.
پس از متواری شدن از ممفیس، پسامتیک یکم پیشگویی مشابه دیگری از الهه وادجت، بوتو دریافت کرد، که به او وعده حکومت بر تمام مصر را داد اگر مردان برنزی از دریا را به کار گیرد. در آغاز سال ۶۶۲ پیش از میلاد، پسامتیک با ژیگس، پادشاه پادشاهی آناتولی لیدی که به مصر مزدورانی از کاریایی‌ها و ایونیایی فرستاد، ارتباط برقرار کرد. مزدورانی که پسامتیک یکم برای فتح مجدد ممفیس و شکست سایر پادشاهان دودکارکی، که برخی از آنها به لیبی گریختند، استفاده کرد. اعراب از شبه‌جزیره سینا نیز ممکن است در این لشکرکشی‌های نظامی به پسامتیک کمک کرده باشند. پسامتیک یکم پس از حذف همه رقبای خود، این مزدوران را دوباره سازماندهی کرد و آنها را در پادگان‌های کلیدی در Daphnae در شرق و الفانتین در جنوب قرار داد تا از حمله احتمالی کوشی‌ها جلوگیری و تجارت را کنترل کند. این کمک نظامی از لیدی تا سال ۶۵۸ پیش از میلاد ادامه داشت و در آن زمان ژیگس با تهاجم قریب‌الوقوع کیمریان مواجه شد. در چهارمین سال سلطنت پسامتیک یکم، او اتحادی را با خانواده قدرتمند اربابان کشتیرانی از هراکلئوپولیس امضا کرد و تا هشتمین سال سلطنت خود در سال ۶۵۷ پیش از میلاد، کنترل کامل دلتا را در دست داشت.
با وجود نگرش منفی آشوری‌ها نسبت به اقدامات ژیگس و پسامتیک، تفسیرهای جنگ‌های پسامتیک یکم به عنوان اتحاد بین سائیس و لیدی علیه آشور نادرست به نظر می‌رسد.آشوری‌ها پس از بیرون راندن دشمنان سائیس یعنی حاکمان کوشی از کشور، سائیس را در مصر برتری داده بودند، اما پسامتیک یکم و آشوربانیپال با یکدیگر پیمانی امضا کرده بودند و هیچ خصومتی بین آنها وجود نداشت؛ بنابراین پسامتیک یکم و آشوربانیپال از زمانی که اولی با حمایت نظامی آشور به قدرت رسید متحد باقی ماندند. مشارکت قبایل عرب شبه جزیره سینا که طرفدار و پیرو آشور بودند، بیشتر بر عدم دشمنی بین سائیس و آشور در این دوره گواهی می‌دهد، و سکوت منابع آشوری در مورد گسترش پسامتیک یکم نشان می‌دهد که هیچ خصومتی، چه آشکار و چه پنهانی، میان آشور و سائیس در طول اتحاد وجود نداشته است.
به همین ترتیب، حمایت نظامی ژیگس از پسامتیک یکم علیه آشور نبود و در اسناد آشوری به عنوان دشمن آشور یا متحد با کشورهای دیگر علیه آشور ذکر نشده است. مخالفت آشورها از حمایت ژیگس از پسامتیک یکم عمدتاً به دلیل امتناع ژیگس از تشکیل اتحاد با آشور و انجام این اقدامات مستقل از آشور بود، که آشوری‌ها آن را به‌عنوان اقدامی خودخواهانه تعبیر می‌کردند تا خود حمایت.
. لشکرکشی‌های پسامتیک یکم علیه قدرت آشور نبود و به نظر می‌رسد که فقط علیه پادشاهان رقیب دلتا انجام شده است و مخالفت آشوربانیپال از اقدامات او نه به دلیل ادعای پادشاهی او بر مصر، بلکه به دلیل لغو این قانون ادو بود. توافق بین دو پادشاه، و همچنین با حذف سایر پادشاهان متحد آشور، به ویژه پاکرورو از پرسوپدو و ساررو-لو-داری، توسط پسامتیک یکم، از آنجایی که آشوربانیپال می‌دانست که برای حفظ قدرت آشور در مصر باید به آن پادشاهان تکیه کند.
در نهمین سال سلطنت پسامتیک یکم، در سال ۶۵۶ پیش از میلاد، او لشکری به شهر تبس فرستاد که همسر خدا آمون، شپنوپت دوم، دختر فرعون کوشی سابق بعنخی، تا دخترش نیتوکریس دوم را به عنوان وارث خود در به اصطلاح به فرزندی قبول کند. این با تأیید اشراف تبس و حمایت ضمنی منتوامهات که چهارمین کاهن آمون و شهردار تبس بود، به پایان رسید. پسامتیک یکم تمام مصر را تحت حکومت خود متحد کرده بود
در سالهای ۶۵۵ و ۶۵۴ پیش از میلاد، یعنی دهمین و یازدهمین سال سلطنت او، پسامتیک یکم با قبایل لیبی که کنترل منطقه را در اطراف بحر یوسف تا دریای مدیترانه را به دست گرفته بودند، جنگید. و دشمنان پسامتیک یکم که قبلاً طی جنگ‌های او در دلتا شکست خورده بودند به او پیوستند. پس از پایان موفقیت‌آمیز این جنگ، پسامتیک یکم، یک پادگان مصری را در Marea قرار داد تا از هجوم لیبیایی‌ها از صحرا جلوگیری کند؛ بنابراین، پسامتیک یکم در پایان اولین دهه حکومت خود در سال ۶۵۴ پیش از میلاد، تمام مصر را تحت کنترل خود داشت.
به گفته هرودوت، پسامتیک بیست و نه سال اشدود را محاصره کرد. تاریخ دقیق این محاصره نامشخص است.
در اواخر سلطنت پسامتیک یکم، امپراتوری آشوری نو پس از مرگ آشوربانیپال شروع به فروپاشی کرد و خلاء قدرتی در حوزه سوریه ایجاد کرد که به متحدان سابق سکاها آشوری‌ها اجازه داد تا بر این کشور غلبه کنند. مدتی بین سالهای ۶۲۳ و ۶۱۶ پیش از میلاد، سکاها تا فلسطین به جنوب رسیدند تا اینکه پسامتیک یکم با آنها ملاقات کرد و با تقدیم هدایایی آنها را متقاعد کرد که به عقب برگردند.
پس از رویارویی با سکاها، پسامتیک عملیات نظامی خود را از طریق Via Maris به سمت شام گسترش داد تا از امپراتوری در حال فروپاشی آشور ضد مادها و بابلی‌ها که شورش کرده بودند حمایت کند. مداخله پسامتیک یکم حاکی از آن بود که قبلاً بین او و امپراتوری نو آشوری اتحادی منعقد شده بود، اگرچه مشخص نیست که آیا این اتحاد جدید بین او و پادشاه جدید آشور سین-شار-ایشکون بود یا تجدید اتحاد. (اتحاد قدیمی زمانی امضا شد که پسامتیک یکم توسط ارتش آشور به عنوان پادشاه سائیس در سال ۶۶۴ پیش از میلاد بر تخت نشست)
پسامتیک در سال ۶۱۰ پیش از میلاد درگذشت و پسرش نخو دوم جانشین او شد.